# Kajsa Mellgren
Kajsa Charlotta Mellgren, född 26 november 1973 i Varberg, är en svensk före detta programledare på ZTV. Hon gav 1995 ut singeln "Angel Eye" vars video Jonas Åkerlund regisserade. Videon var en del av klädkedjan H&M:s kampanj med henne som modell. Ett helt album spelades in och mixades om flera gånger men gavs aldrig ut. Kajsa Mellgren sjöng även i eurodancegruppen Flexx, och dansade i videon till den tyska eurodancegruppen Culture Beats jättehit "Mr. Vain" från 1993. 
År 1994 var Mellgren bisittare i TV-programmet Glöm inte tandborsten. Hon var gäst i Kanal 5:s tv-program Nittileaks 2011, och berättade då om sina insatser i det tidiga 1990-talets tv-media.
Kajsa Mellgren har på 2010-talet jobbat som rollsättare på produktionsbolag som Meter Television, Stockholm-Köpenhamn och Baluba.